# Neoveitchia
Neoveitchia es un género con dos especies de plantas con flores perteneciente a la familia  de las palmeras (Arecaceae).  
Son nativas del sudoeste del Océano Pacífico

## Taxonomía
El género fue descrito por Odoardo Beccari y publicado en Palme Nuova Caledonia 9. 1920.
Etimología
Neoveitchia: nombre genérico compuesto por neo = "nuevo" y Veitchia, un género de palmeras; Neoveitchia storckii fue descrita por primera vez como Veitchia pero luego se trasladó al nuevo género, Neoveitchia.

## Especies
- Neoveitchia brunnea
- Neoveitchia storckii